# Comuna de Mielno
Mielno (polaco: Gmina Mielno) é uma gminy (comuna) na Polónia, na voivodia de Pomerânia Ocidental e no condado de Koszaliński. A sede do condado é a cidade de Mielno.
De acordo com os censos de 2005, a comuna tem 4.976 habitantes, com uma densidade 79,6 hab/km².

## Área
Estende-se por uma área de 62,54 km².